# جون أوليفر
جون وليام أوليفر (بالإنجليزية: John William Oliver)‏ (من مواليد 23 أبريل 1977) هو ممثل كوميدي ومقدم تلفزيوني بريطاني. وهو معروف على نطاق واسع في الولايات المتحدة لاستضافة قناة HBO لبرنامجه «لاست ويك تونايت» Last Week Tonight وعمله في برنامج «ذا ديلي شو» The Daily Show مع جون ستيوارت.

## النشأة
ولد جون أوليفر في Erdington، وهي ضاحية من ضواحي برمنغهام، وتلقى تعليمه في بيدفورد في كلية الأقسام روثرفورد. وهو ابن كارول، وهي مدرسة موسيقى، وجيم أوليفر، مدير مدرسة وأخصائي اجتماعي، وكلاهما في الأصل من مدينة ليفربول. وكان عمه ملحن وهو ستيفن أوليفر، وكان جد جده من جهة أبيه وليام بويد كاربنتر، وهو أسقف ريبون وقسيس المحكمة إلى الملكة فيكتوريا.
في منتصف إلى أواخر 1990s، أوليفر كان عضوا في صفوف كامبردج فوتلايت، وهي فرقة كوميدية وكان يديرها طلاب جامعة كامبريدج، مع معاصريه بما في ذلك ديفيد ميتشل وريتشارد أيواد. وفي عام 1997، كان نائبا لرئيس الفرقة وفي عام 1998، تخرج من كلية المسيح، كامبردج، حيث قرأ الإنجليزية.

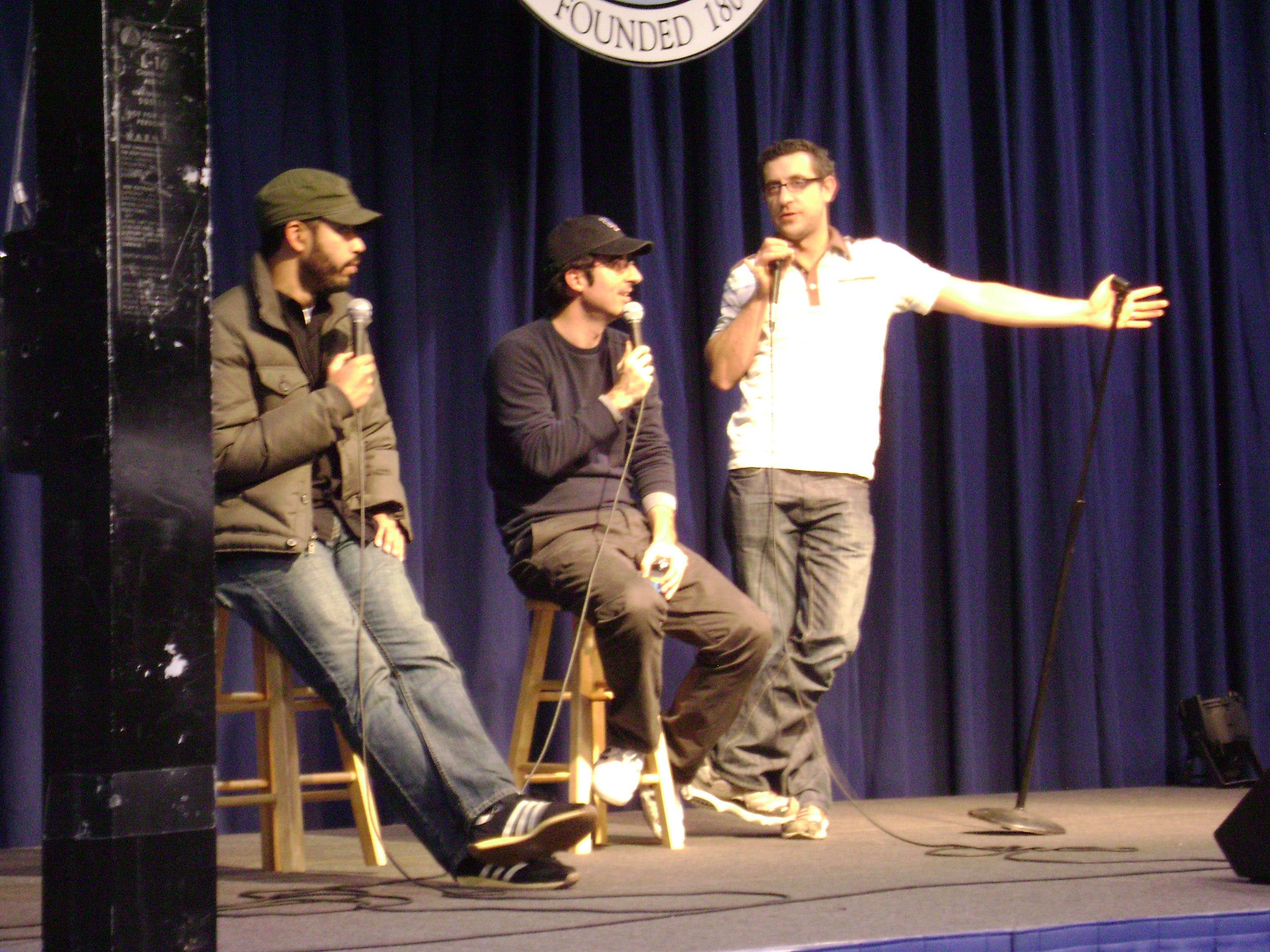
وايت سيناك، جون أوليفر، وروري ألبانيز بعد أداء كوميديا في كلية مورافيا في بيت لحم، ولاية بنسلفانيا في أبريل 2009

أوليفر ظهر للمرة الأولى في مهرجان أدنبرة فرينج في عام 2001 كجزء من «ذا كوميدي زون»، وكان يعرض في وقت متأخر من الليل، حيث لعب دور «الصحفي المتملق.» وكان أول ظهور له في برنامج وحده في عام 2002 وعاد في عام 2003.
في عام 2004 و 2005 تعاون مع آندي زالتزمان بتمثيل ثنائي وكمستضيفين في برنامج الحيوان السياسي، والذي يحوي على تمثيل متنوع من المواد السياسية.
بعد انتقاله إلى مدينة نيويورك للعمل في برنامج ذا ديلي شو كان يقدم «ستاند أب» في الحانات الصغيرة في أنحاء المدينة.

## روابط خارجية
- جون أوليفر على موقع IMDb (الإنجليزية)
- جون أوليفر على موقع روتن توميتوز (الإنجليزية)
- جون أوليفر على موقع ألو سيني (الفرنسية)
- جون أوليفر على موقع ميوزك برينز (الإنجليزية)
- جون أوليفر على موقع تيرنر كلاسيك موفيز (الإنجليزية)
- جون أوليفر على موقع أول موفي (الإنجليزية)
- جون أوليفر على موقع أول موفي (الإنجليزية)
- جون أوليفر على موقع قاعدة بيانات الأفلام السويدية (السويدية)
- جون أوليفر على موقع إن إن دي بي (الإنجليزية)
- جون أوليفر على موقع ديسكوغز (الإنجليزية)